# Digital konst

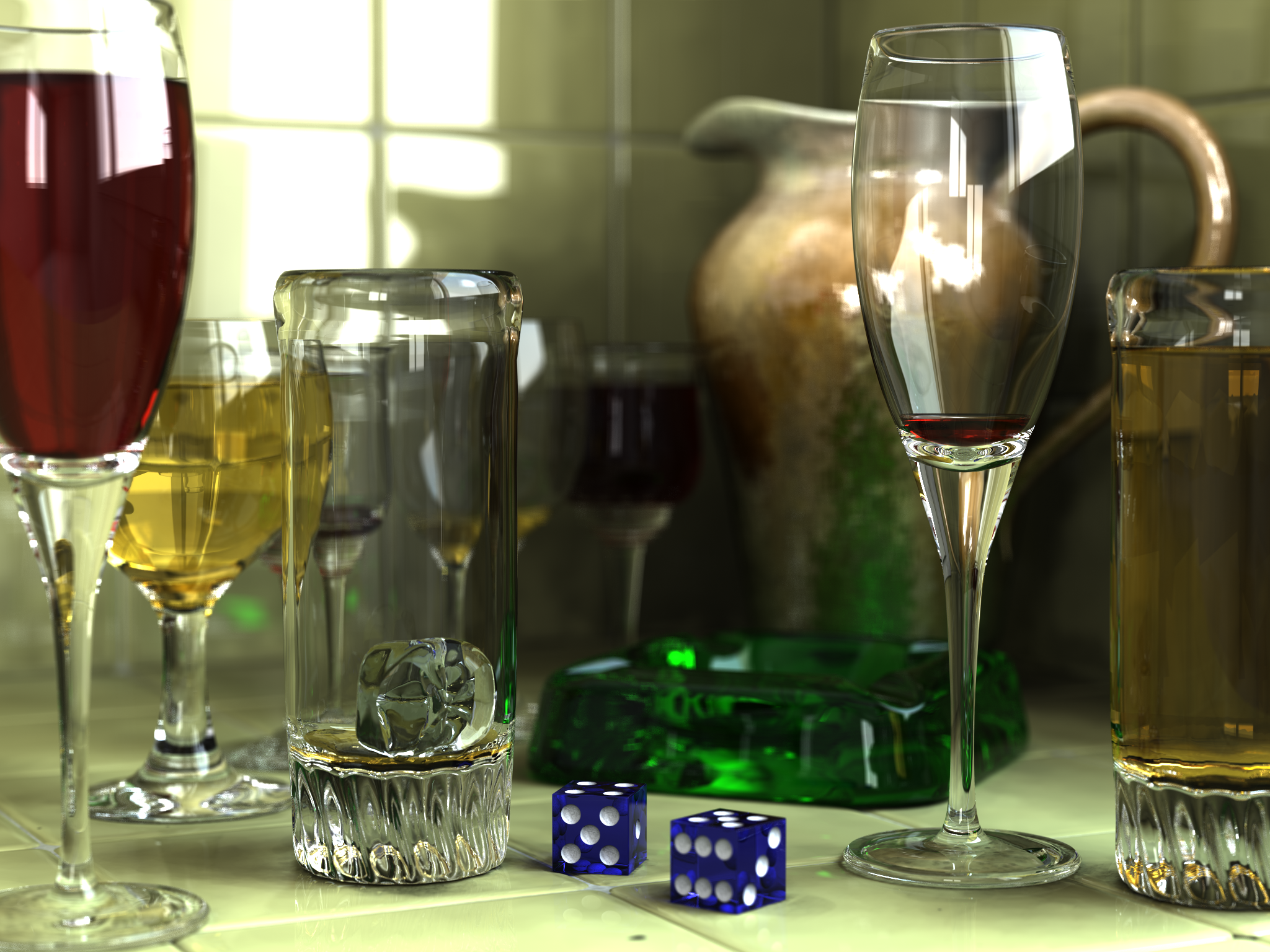
Digital bild av Gilles Tran.

Digital konst är konst skapad med en dator som hjälpmedel.

## Översikt
Digital konst kan skapas på många olika sätt. Bilden kan modelleras i 3D och renderas, skapas med hjälp av vektorer eller målas på traditionellt vis med hjälp av ett digitaliseringsbord eller rentav en enkel mus. Bilder kan även helt genereras av datorn, vilket är förfarandet för skapandet av fraktaler, eller ha sitt ursprung i analoga bilder; teckningar eller fotografier som läses in med en skanner och sedan bearbetas i datorn.
Med datorns intåg i den moderna människans vardag har dess potential börjat användas mer och mer inom konsten. 3D-grafik används konventionellt i många filmproduktioner, och digital fotomanipulering har blivit standard i snart sagt alla verksamheter som bearbetar fotografi. Vektorgrafik är standard för alla logotyper och liknande grafisk design, och digitala målningar intar också en alltmer betydande roll i samhället.

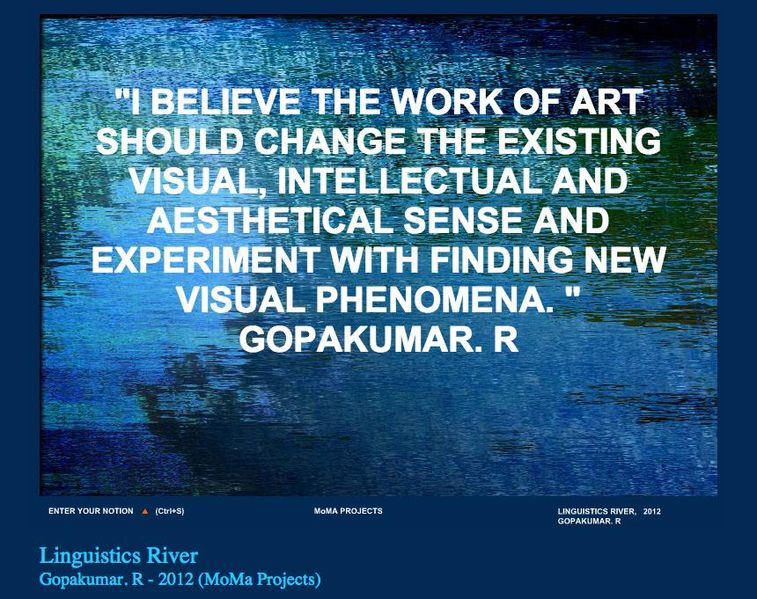
Linguistics River, 2012 MoMa educational net art project

Även om den digitala konsten redan idag är dominerande inom alla praktiska tillämpningar: grafisk design, kommersiellt foto, filmindustri, spelindustri, och även illustration har den ännu inte accepterats som fullgod konstform av den traditionella konstvärlden. Detta kan till stor del bero på bristande förståelse för mediet, vanlig är tron att det är datorn som gör hela jobbet och att kreativiteten undermineras av tekniken. Datorn är dock bara ett verktyg bland andra, penslar, kol, lera osv och förr eller senare kommer konstvärlden att acceptera detta. Det finns därför stora skillnader på hur man hanterar denna typ av konst.

## Kategorier
Digital framställning av bilder kan delas in i tre kategorier: Pixelbaserad grafik, Vektorgrafik och 3D-grafik.
- Pixelbaserad grafik bygger på att bilderna representeras av ett ändligt antal enheter, s.k. pixlar som lagrar färginformation. Dessa bilder skapas sedan genom att olika verktyg som penslar och sudd simuleras i datorn. Dessa analoga verktyg kompletteras förstås med mängder av verktyg som det digitala formatet möjliggör. Mest använd programvara för pixelbaserat bildskapande och manipulerande är Adobe Photoshop, men även Corel Painter har en stor skara användare

- Vektorbaserad grafik bygger på att bilderna representeras som matematiska objekt. S.k. vektorer. Detta är en förlustfri form av informationslagring och bilderna kan därför skalas och transformeras hur som helst utan förlust av information. Det är detta som gör tekniken ideal för grafisk design. Den mest använda programvaran är Adobe Illustrator.

- 3D-grafik bygger på att bilderna skapas som tredimensionella objekt som lagras med hjälp av matematiska objekt. Vanligen s.k. polygoner eller NURBS. Simulerade ljuskällor lyser sedan upp dem, och datorn beräknar hur objekten ser ut ur någon given vinkel. 3D-grafik kan idag göras väldigt realistisk, och används ofta inom film och datorspelsindustrin.

## Digital konst på nätet
Eftersom utövarna av digital konst generellt är väl bevandrade i datorer och Internet blomstrar mängder av samfund för dessa utövare på nätet. Där kan erfarenheter växlas, konst kan visas och kritiseras och nybörjare kan få hjälp av mer etablerade konstnärer. Några exempel på dessa internetsidor är CGTalk och Deviantart.